# Лиепа, Андрис Марисович
А́ндрис Ма́рисович Лие́па (латыш. Andris Liepa; род. 6 января 1962, Москва) — советский и российский артист балета, театральный режиссёр и продюсер, народный артист РФ (2009). Основатель Благотворительного фонда имени своего отца — народного артиста СССР Мариса Лиепы.

## Биография
Родился 6 января 1962 года в Москве в семье народного артиста СССР Мариса Лиепы и актрисы Московского драматического театра им. А. Пушкина Маргариты Жигуновой и получил своё имя в честь прадеда, Андрея Лиепы. Сестра — Илзе Лиепа, артистка балета, актриса, народная артистка РФ (2002), единокровная сестра — Мария Лиепа, оперная певица.
В детстве проводил зимние и летние каникулы в рижском доме своего отца, у бабушки Лилии и дедушки Эдуарда Лиепы, в центре города, на ул. Сколас, 18. Именно там он под руководством отца выполнил свой первый балетный экзерсис.
В 1980 году окончил МАХУ (класс Прокофьева).
В 1981 году стал лауреатом IV Международного конкурса артистов балета в младшей возрастной группе.
По окончании училища — солист балета Большого театра. За восемь лет работы в этой труппе он станцевал ведущие партии в балетах классического репертуара театра.
Оставил сцену после получения серьёзной травмы во время выступления на гастролях в Вашингтоне: порвал крестовидную связку. После этого артисту пришлось пересмотреть свою жизнь и найти своему таланту применение в работе балетмейстера и продюсера.
Когда директор Латвийской Национальной оперы Андрей Жагарс возрождал славу этого театра в 1990-е годы, он пригласил к сотрудничеству Андриса Лиепу, который поставил в Риге «Петрушку», «Жар-птицу» и «Шахерезаду» из «Русских сезонов».
В июне 1999 года Сейм Латвийской Республики присвоил за особые заслуги Андрису Лиепе гражданство Латвии.
В 2007 году он был удостоен высшей награды Латвии — ордена Трёх звезд.
В 2014 году сменил на посту худрука «Кремлевского балета» народного артиста России Андрея Петрова. Создал в рамках сотрудничества с Кремлевским балетвом проект "Русские сезоны XXI век", воспроизведя фокинские балеты дягилевской антрепризы в новой редакции, а также заново поставив несохранившиеся балеты "Русских сезонов".
Как художественный руководитель и главный балетмейстер театра «Кремлёвский балет». 17 лет подряд он отвечал за проведение новогодних ёлок и новогодних балов в Гостином дворе в Москве.
Является сторонником партии «Единая Россия».
В 2014 году учредил Центр по развитию проектов и программ в области культуры и просвещения «Андрис Лиепа Продакшн», а также продюсерский центр, который занимается организацией гастрольных программ в России и за рубежом, проведением гала-концертов с участием звезд балета, а также представляет ежегодный культурно-просветительский проект «Автографы и имиджи» в рамках которого широкая зрительская аудитория знакомится с жизнью и творчеством великих артистов балета.
В 2018 году стал лауреатом Международного культурного фестиваля «Русский Рим», который проходил в Риме в Палаццо Поли.
C 16 января 2019 по 22 сентября 2022 года — художественный руководитель и главный балетмейстер Большого театра Узбекистана имени Алишера Навои.

### Духовная деятельность
В детстве был крещён в лютеранской церкви, как и его отец. Незадолго до роковой травмы во время гастролей в Мариинском театре работница этого театра подарила артисту иконку Ксении Петербургской на счастье. Прочитав житие святой, Андрис пережил духовное потрясение и решил перейти в православие, приняв чин миропомазания в Санкт-Петербургском Князь-Владимирском соборе. Стал воцерковленным человеком, много паломничал, построил дом рядом с Дивеево, обителью св. Серафима Саровского.
С 26 июля 2010 года — член Патриаршего совета по культуре (Русская православная церковь).

### Личная жизнь
Первая жена — Людмила Ивановна Семеняка (род. 1952), балерина Большого театра, народная артистка СССР. Через год официальный брак был расторгнут, но ещё шесть лет бывшие супруги проживали вместе.
Вторая жена — гражданка США.
Третья жена (1998—2012) — Екатерина Лиепа (Катковская), артистка балета Мариинского театра.
- Дочь — Ксения Андрисовна Лиепа (род. 1998), родилась в Мюнхене, названа в честь св. Ксении Петербургской[5]. Окончила швейцарский колледж Luceum Alpinum Zuoz. Имеет вид на жительство в Латвии.

Андрис и его сестра Илзе Лиепа выступали с инициативой создать в Риге в доме, где жил их отец, мемориальный музей Мариса Лиепы. Однако дом находится в частной собственности и на нём до сих пор нет даже мемориальной доски.

## Партии в спектаклях
- «Щелкунчик» П. И. Чайковского — Принц Щелкунчик — Большой театр
- «Спящая красавица» П. И. Чайковского— Принц Дезире
- «Жизель» А. Адана — Альберт
- «Иван Грозный» С. С. Прокофьева
- «Золотой век» Д. Д. Шостаковича
- «Раймонда» А. К. Глазунова
- «Лебединое озеро» П. И. Чайковского
- «Ромео и Джульетта» С. С. Прокофьева — Мариинский театр
- «Деревянный принц» Б. Бартока — Принц
- «Гаянэ» А. И. Хачатуряна — Нерсо
- «Калина красная» Е. Ф. Светланова — Егор

## Постановки
Возобновил балет Михаила Фокина «Видение Розы» и с 1991 года исполнял его с разными партнёршами.
В 1994 поставил танцы в опере Римского-Корсакова «Сказание о невидимом граде Китеже».
Вместе с Изабель Фокиной реконструировал балеты Фокина: «Жар-птица» 25 июня 1910 года, «Шехеразада» 4 июня 1910 года и «Петрушка» 13 июня 1911 года, премьера которых состоялась в Парижской опере усилиями Дягилева, его антрепризы (Les Ballets Russes de Serge de Diaghilev).
Премьера возобновлённых спектаклей состоялась 26 мая 1994 года в Мариинском театре. В 2013 году совместно с Георгием Исаакяном возобновил постановку оперы-балета Фокина «Золотой петушок».
В 2025 году по приглашению Валерия Гергиева Андрис Лиепа занялся восстановлением балетов «Жар-птица» и «Петрушка» в Большом театре, также обсуждалась возможность переноса «Шехеразады». Премьера назначена на 10 июля 2025 в рамках совместного проекта Большого и Мариинского театров.

## Фильмография

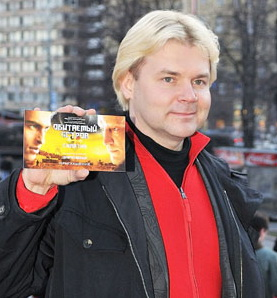
На премьере фильма «Обитаемый остров»

- «Короткое дыхание любви», «Мосфильм» (актёр)
- «Возвращение Жар-птицы», «Мосфильм»
- «Он научился летать» (1991) — режиссёр[21]
- «Возвращение жар-птицы» (1997) — режиссёр, сценарист[21]
- Экранизация балетов Михаила Фокина, возобновлённых Андрисом Лиепой в Мариинском театре в 1993 году: «Шехеразада», «Жар-птица» и «Петрушка». Съёмки проходили в 1994 году[22].

Презентация фильма «Возвращение Жар-птицы» прошла в КДСе 3 декабря 2002 года, на DVD фильм был выпущен позднее, дата релиза 11 февраля 2003 года.

## Благотворительность
Андрис Лиепа является членом попечительского совета московского благотворительного фонда помощи хосписам «Вера».
1 ноября 2013 года Андрис и Илзе Лиепа от имени своей семьи и в память об отце передали в дар Латвийской православной церкви икону святой преподобномученицы Елизаветы Федоровны. Также они подарили новому Преображенскому собору в Дивеево семейную реликвию — купленную ещё Марисом Лиепой икону Спасителя, которая теперь помещена в одном из передних приделов храма.

## Признание и награды
- 1981 — золотая медаль на Московском международном конкурсе (юношеская группа)
- 1985 — серебряная медаль на Московском международном конкурсе
- 1986 — гран-при на Международном конкурсе в Джэксоне, Миссисипи (США)
- 1986 — заслуженный артист РСФСР
- 1998 — «Золотая лента русского кино», номинация «Режиссёр-дебютант»
- 22 октября 2007 — офицер ордена Трёх звёзд (Латвия)[7]
- 21 апреля 2009 — народный артист Российской Федерации — за большие заслуги в области искусства[1].
- 2022 год — орден святителя Николая Чудотворца по случаю 60-летия со дня рождения (pravoslavie.uz).
- 12 мая 2023 — орден Почёта — за вклад в развитие отечественной культуры и искусства, многолетнюю плодотворную деятельность[25]
- 18 ноября 2024 — Орден «Дустлик» (Узбекистан) — за большие заслуги в развитии отношений всеобъемлющего стратегического партнёрства и союзничества между Республикой Узбекистан и Российской Федерацией, укреплении традиционных уз дружбы и взаимопонимания наших народов, достойный вклад, внесённый ярким и неповторимым талантом, плодотворной творческой деятельностью в кино и театре, в расширение сотрудничества в сферах культуры и искусства, сохранение и обогащение духовных ценностей[26]